# Bartolomeo Vitelleschi
Bartolomeo Vitelleschi (Tarquinia, início do século XV – Modon, 13 de dezembro de 1463) foi um pseudocardeal romano da Igreja Católica, que foi bispo de Montefiascone e Corneto. 

## Biografia
Estudou Direito em Pádua, onde obteve o doutorado em 1435. Ao mesmo tempo iniciou a carreira eclesiástica. Foi protonotário apostólico.
Foi eleito bispo de Corneto e Montefiascone em 17 de março de 1438. Governador do Patrimônio ca. 1439. Participou do Concílio de Basileia. Foi deposto como bispo de Corneto e Montefiascone pelo Papa Eugênio IV em 23 de março de 1442.
Foi criado cardeal pelo Antipapa Félix V no Consistório de 6 de abril de 1444, recebendo o título de cardeal-presbítero de São Marcos. Renunciou ao cardinalato e foi absolvido de todas as censuras e nomeado bispo de Carpentràs pelo Papa Nicolau V em 14 de julho de 1449. Acabou sendo nomeado novamente bispo de Corneto e Montefiascone em 21 de julho de 1449.
Morreu em 13 de dezembro de 1463, em Modon, na Grécia, durante uma peregrinação a Jerusalém. Seu corpo foi levado para Corneto e enterrado em sua catedral.